# Bye mamá
Bye mamá es el álbum de estudio debut de la cantante mexicana Alejandra Guzmán.
En 1988, la cantante grabó el álbum, el cual incluye la canción homónima dedicada a su madre, la actriz Silvia Pinal. Éste se convirtió en su primer sencillo debut así como el primero del álbum. El álbum logró certificar Oro en México.

## Lista de canciones
| Lado 1 |                        |                                                |          |  |
| N.º    | Título                 | Escritor(es)                                   | Duración |  |
| 1.     | «La plaga»             | Marascalco, Blackwell, Vers. Esp.: A. Martínez | 2:50     |  |
| 2.     | «Hay punkies en Moscú» | Miguel Blasco, Loris Ceroni, J.R. Florez       | 3:47     |  |
| 3.     | «Bye Mamá»             | J.R.Florez, Difelisatti                        | 4:16     |  |
| 4.     | «Luz de luna»          | Miguel Blasco, Loris Ceroni, J.R. Florez       | 3:01     |  |
| 5.     | «Sin límites»          | J.R.Florez, Difelisatti                        | 3:00     |  |

| Lado 2 |                           |                           |          |  |
| N.º    | Título                    | Escritor(es)              | Duración |  |
| 1.     | «Bello imposible»         | Nanini, Piani             | 3:11     |  |
| 2.     | «Buena onda»              | J.R.Florez, Pablo Pinilla | 2:52     |  |
| 3.     | «Pablo»                   | J.R.Florez, Difelisatti   | 4:08     |  |
| 4.     | «En el calor de la noche» | J.R.Florez, Difelisatti   | 2:53     |  |
| 5.     | «La gata en el tejado»    | J.R.Florez, Difelisatti   | 3:08     |  |

## Sencillos
- «Bye mamá»
- «La Plaga»
- «Luz de Luna»
- «Buena Onda»

## Equipo técnico
- Productor: Peter Felisatti
- Grabación de voz y mix: José Antonio Álvarez Alija
- Realizado por: G. Prietro Felisatti, Loris Ceroni
- Una grabación digital realizada en: Polonia, Milán, Madrid, Estudios Ceroni. Baby Estudio, Eurosonic y Torre Sonido.
- Fotografía: Carlos Solomonte
- Directora de imagen: Gabriela Diaque
- Maquillaje: Eduardo Arias
- Vestuario: Javier Larios
- Peinador: Antonio Giménez
- Diseño gráfico: Antonio Varela